# 레일라 자레
레일라 자레(페르시아어: لیلا زارع, 영어: Leyla Zareh, 1974년 4월 12일 ~ )는 이란의 배우이다.

## 출연 작품
- 파이널스 (2016)
- 이별 (2011)
- 슈퍼스타 (2009)

## 같이 보기
- 골시프테 파라하니
- 파즈르 국제 영화제